# 천상천
천상천(川上川)은 울산광역시 울주군 범서읍 천상리의 천상저수지에서 발원하여 북류하고 신주거지 부근에서 동류하고 범서읍 중심지에서 잠시 북동류하다가 울산광역시 울주군 범서읍의 태화강으로 흘러드는 강이다. 2012년 2월 24일 13년간 범서읍의 이 강 일대에서 5일마다 열리던 천상장이 울주군의 행정집행으로 사실상 폐쇄되었는데, 천상장은 1999년 이 강 일대가 주택단지로 개발되는 과정에서 자연 발생적으로 생겨난 장이다.